# Operador nuclear
En matemáticas, los operadores nucleares son una clase importante de operadores lineales introducidos por Alexander Grothendieck en su tesis doctoral. Están íntimamente ligados al producto tensorial proyectivo de dos espacios vectoriales topológicos (EVT).

## Preliminares y notación
Sean X,Y y Z tres espacios vectoriales topológicos (EVT) y L : X → Y sea un operador lineal (sin suposición de continuidad a menos que se indique lo contrario).
- El producto tensorial proyectivo de dos EVT localmente convexos X e Y se indica con {\displaystyle X\otimes _{\pi }Y} y la completación de este espacio se indicará con {\displaystyle X{\widehat {\otimes }}_{\pi }Y}.
- L : X → Y es un homomorfismo topológico o un homomorfismo, si es lineal, continuo, y {\displaystyle L:X\to \operatorname {Im} L} es una aplicación abierta, donde {\displaystyle \operatorname {Im} L}, la imagen de L, tiene la topología subespacial inducida por Y.
  - Si S es un subespacio de X, entonces tanto la aplicación cociente X → X/S como la inyección canónica S → X son homomorfismos.
- El conjunto de aplicaciones lineales continuas X → Z (respectivamente, aplicaciones bilineales continuas {\displaystyle X\times Y\to Z}) se denotará por L(X, Z) (respectivamente, B(X, Y; Z)) donde si Z es el cuerpo escalar subyacente, entonces se puede escribir L(X) (respectivamente, B(X, Y)).
- Cualquier aplicación lineal {\displaystyle L:X\to Y} se puede descomponer canónicamente de la siguiente manera: {\displaystyle X\to X/\ker L\;\xrightarrow {L_{0}} \;\operatorname {Im} L\to Y} donde {\displaystyle L_{0}\left(x+\ker L\right):=L(x)} define una biyección llamada biyección canónica asociada con L.
- X* o {\displaystyle X'} denotarán el espacio dual continuo de X.
  - Para aumentar la claridad de la exposición, se utiliza la convención común de escribir elementos de {\displaystyle X'} con un número primo después del símbolo (por ejemplo, {\displaystyle x'} denota un elemento de {\displaystyle X'} y no una derivada, y las variables x y {\displaystyle x'} no necesita estar relacionado de ninguna manera).
- {\displaystyle X^{\#}} denotará el espacio dual de X (que es el espacio vectorial de todos los funcionales lineales en X, sean continuos o no).
- Una aplicación lineal L : H → H desde un espacio de Hilbert hacia sí mismo se llama positiva si {\displaystyle \langle L(x),x\rangle \geq 0} para cada {\displaystyle x\in H}. En este caso, existe una única aplicación positiva r: H → H, llamada raíz cuadrada de L, tal que {\displaystyle L=r\circ r}.[2]
  - Si {\displaystyle L:H_{1}\to H_{2}} es cualquier aplicación lineal continua entre espacios de Hilbert, entonces {\displaystyle L^{*}\circ L} es siempre positivo. Ahora, denótese con R : H → H su raíz cuadrada positiva, que se denomina valor absoluto de L. Defina {\displaystyle U:H_{1}\to H_{2}} primero en {\displaystyle \operatorname {Im} R} configurando {\displaystyle U(x)=L(x)} para {\displaystyle x=R\left(x_{1}\right)\in \operatorname {Im} R} y extendiendo {\displaystyle U} continuamente a {\displaystyle {\overline {\operatorname {Im} R}}}, y luego defínase U en {\displaystyle \ker R} configurando {\displaystyle U(x)=0} para {\displaystyle x\in \ker R} y extiéndase esta aplicación linealmente a todo {\displaystyle H_{1}}. La aplicación {\displaystyle U{\big \vert }_{\operatorname {Im} R}:\operatorname {Im} R\to \operatorname {Im} L} es una isometría sobreyectiva y {\displaystyle L=U\circ R}.
- Un aplicación lineal {\displaystyle \Lambda :X\to Y} se llama compacta o completamente continua si existe un entorno U del origen en X tal que {\displaystyle \Lambda (U)} es precompacto en  Y.[3]
  - En un espacio de Hilbert, los operadores lineales compactos positivos, póngase por caso L : H → H, tienen una descomposición espectral simple descubierta a principios del siglo XX por Fredholm y F. Riesz:[4]Existe una sucesión de números positivos, decrecientes y finitos o convergentes a 0, {\displaystyle r_{1}>r_{2}>\cdots >r_{k}>\cdots } y una sucesión de subespacios de dimensión finita distinta de cero {\displaystyle V_{i}} de H (i= 1, 2, {\displaystyle \ldots }) con las siguientes propiedades: (1) los subespacios {\displaystyle V_{i}} son ortogonales por pares; (2) para cada i y cada {\displaystyle x\in V_{i}}, {\displaystyle L(x)=r_{i}x}; y (3) el elemento ortogonal del subespacio abarcado por {\textstyle \bigcup _{i}V_{i}} es igual al núcleo de L. [4]

### Notación para topologías
- σ(X, X′) denota la topología más gruesa en X, lo que hace que cada aplicación en X′ sea continua y {\displaystyle X_{\sigma \left(X,X'\right)}} o {\displaystyle X_{\sigma }} denota X dotado de esta topología.
- σ(X′, X) denota la topología *débil en X* y {\displaystyle X_{\sigma \left(X',X\right)}} o {\displaystyle X'_{\sigma }} denota X′ dotado con esta topología.
  - Téngase en cuenta que cada {\displaystyle x_{0}\in X} induce un aplicación {\displaystyle X'\to \mathbb {R} } definida por {\displaystyle \lambda \mapsto \lambda \left(x_{0}\right)}. σ(X′, X) es la topología más gruesa en X′, lo que hace que todas estas aplicaciones sean continuas.
- b(X, X′) denota la topología de convergencia limitada en X y {\displaystyle X_{b\left(X,X'\right)}} o {\displaystyle X_{b}} denota X dotado con esta topología.
- b(X′, X) denota la topología de convergencia limitada en X' o la topología dual fuerte en X' y {\displaystyle X_{b\left(X',X\right)}} o {\displaystyle X'_{b}} denota X′ dotado con esta topología.
  - Como es habitual, si X* se considera un espacio vectorial topológico pero no se ha dejado claro con qué topología está dotado, entonces se asumirá que la topología es b(X′, X).

### Producto tensorial canónico como subespacio del dual de Bi(X, Y)
Sean X e Y espacios vectoriales (aún no se necesita topología) y sea Bi(X, Y) el espacio de todos los operadores bilineales definidos en {\displaystyle X\times Y} y sobre el cuerpo escalar subyacente.
Para cada {\displaystyle (x,y)\in X\times Y}, sea {\displaystyle \chi _{(x,y)}} la forma lineal canónica en Bi(X, Y) definida por {\displaystyle \chi _{(x,y)}(u):=u(x,y)} para cada u ∈ Bi(X, Y ).
Esto induce un aplicación canónico {\displaystyle \chi :X\times Y\to \mathrm {Bi} (X,Y)^{\#}} definida por {\displaystyle \chi (x,y):=\chi _{(x,y)}}, donde {\displaystyle \mathrm {Bi} (X,Y)^{\#}} denota el espacio dual de Bi(X, Y).
Si se denota el intervalo del rango de 𝜒 por X ⊗ Y, entonces se puede demostrar que X ⊗ Y junto con 𝜒 forma un producto tensorial de X e Y (donde x ⊗ y := 𝜒(x, y)), que es un producto tensorial canónico de X e Y.
Si Z es cualquier otro espacio vectorial, entonces la aplicación Li(X ⊗ Y; Z) → Bi(X, Y; Z) dada por u ↦ u ∘ 𝜒 es un isomorfismo de espacios vectoriales.
En particular, esto permite identificar el espacio dual de X ⊗ Y con el espacio de formas bilineales en X × Y.
Además, si X e Y son espacios vectoriales topológicos localmente convexos (EVT) y si a X ⊗ Y se le da la topología 𝜋, entonces para cada EVT localmente convexo Z, este aplicación se restringe a un isomorfismo de espacios vectoriales {\displaystyle L(X\otimes _{\pi }Y;Z)\to B(X,Y;Z)} desde el espacio de aplicaciones lineales "continuas" al espacio de aplicaciones bilineales "continuas".
En particular, el dual continuo de X ⊗ Y puede identificarse canónicamente con el espacio B(X, Y) de formas bilineales continuas en X × Y. Además, bajo esta identificación, los subconjuntos equicontinuos de B(X, Y) son los mismos que los subconjuntos equicontinuos de {\displaystyle (X\otimes _{\pi }Y)'}.

## Operadores nucleares entre espacios de Banach
Existe un espacio vectorial canónico que incorpora {\displaystyle I:X'\otimes Y\to L(X;Y)} definido haciendo corresponder {\textstyle z:=\sum _{i}^{n}x_{i}'\otimes y_{i}} a la aplicación
{\displaystyle x\mapsto \sum _{i}^{n}x_{i}'(x)y_{i}.}
Suponiendo que X e Y son espacios de Banach, entonces la aplicación {\displaystyle I:X'_{b}\otimes _{\pi }Y\to L_{b}(X;Y)} tiene la norma {\displaystyle 1} (para ver que la norma es {\displaystyle \leq 1}, obsérvese que {\textstyle \|I(z)\|=\sup _{\|x\|\leq 1}\|I(z)(x)\|=\sup _{\|x\|\leq 1}\left\|\sum _{i=1}^{n}x_{i}'(x)y_{i}\right\|\leq \sup _{\|x\|\leq 1}\sum _{i=1}^{n}\left\|x_{i}'\right\|\|x\|\left\|y_{i}\right\|\leq \sum _{i=1}^{n}\left\|x_{i}'\right\|\left\|y_{i}\right\|} es {\displaystyle \left\|I(z)\right\|\leq \left\|z\right\|_{\pi }}). Por tanto, tiene una extensión continua a una aplicación {\displaystyle {\hat {I}}:X'_{b}{\widehat {\otimes }}_{\pi }Y\to L_{b}(X;Y)}, donde se sabe que esta aplicación no es necesariamente inyectiva. El rango de este aplicación se denota por {\displaystyle L^{1}(X;Y)} y sus elementos se denominan operadores nucleares. {\displaystyle L^{1}(X;Y)} es un EVT-isomorfo a {\displaystyle \left(X'_{b}{\widehat {\otimes }}_{\pi }Y\right)/\ker {\hat {I}}} y la norma en este espacio cociente, cuando se transfiere a elementos de {\displaystyle L^{1}(X;Y)} a través dla aplicación inducida {\displaystyle {\hat {I}}:\left(X'_{b}{\widehat {\otimes }}_{\pi }Y\right)/\ker {\hat {I}}\to L^{1}(X;Y)}, se denomina norma de la traza y se denota por {\displaystyle \|\cdot \|_{\operatorname {Tr} }}. Explícitamente, si {\displaystyle T:X\to Y} es un operador nuclear, entonces {\textstyle \left\|T\right\|_{\operatorname {Tr} }:=\inf _{z\in {\hat {I}}^{-1}\left(T\right)}\left\|z\right\|_{\pi }}.

### Caracterización
Supóngase que X e Y son espacios de Banach y que {\displaystyle N:X\to Y} es un operador lineal continuo.
- Los siguientes enunciados son equivalentes:
  1. {\displaystyle N:X\to Y} es nuclear.
  2. Existe una secuencia {\displaystyle \left(x_{i}'\right)_{i=1}^{\infty }} en la bola unitaria cerrada de {\displaystyle X'}, una sucesión {\displaystyle \left(y_{i}\right)_{i=1}^{\infty }} en la bola unitaria cerrada de {\displaystyle Y} y una sucesión compleja {\displaystyle \left(c_{i}\right)_{i=1}^{\infty }} tal que {\textstyle \sum _{i=1}^{\infty }|c_{i}|<\infty } y {\displaystyle N} son iguales a la aplicación:[9] {\textstyle N(x)=\sum _{i=1}^{\infty }c_{i}x'_{i}(x)y_{i}} para todo {\displaystyle x\in X}. Además, la norma de la traza {\displaystyle \|N\|_{\operatorname {Tr} }} es igual al mínimo de los números {\textstyle \sum _{i=1}^{\infty }|c_{i}|} sobre el conjunto de todas las representaciones de {\displaystyle N} como tal serie.[9]
- Si Y es reflexivo, entonces {\displaystyle N:X\to Y} es nuclear si y solo si {\displaystyle {}^{t}N:Y'_{b}\to X'_{b}} es nuclear, en cuyo caso {\textstyle \left\|{}^{t}N\right\|_{\operatorname {Tr} }=\left\|N\right\|_{\operatorname {Tr} }}.[10]

### Propiedades
Sean X e Y espacios de Banach y sea {\displaystyle N:X\to Y} un operador lineal continuo.
- Si {\displaystyle N:X\to Y} es una aplicación nuclear, entonces su transposición {\displaystyle {}^{t}N:Y'_{b}\to X'_{b}} es un aplicación nuclear continua (cuando los espacios duales tienen sus topologías duales fuertes) y {\textstyle \left\|{}^{t}N\right\|_{\operatorname {Tr} }\leq \left\|N\right\|_{\operatorname {Tr} }}.[11]

## Operadores nucleares entre espacios de Hilbert
Los automorfismos nucleares de un espacio de Hilbert se denominan operadores de clase de traza.
Sean X e Y espacios de Hilbert y sea N : X → Y una aplicación lineal continua. Supóngase que {\displaystyle N=UR} donde R : X → X es la raíz cuadrada de {\displaystyle N^{*}N} y U : X → Y es tal que {\displaystyle U{\big \vert }_{\operatorname {Im} R}:\operatorname {Im} R\to \operatorname {Im} N} es una isometría sobreyectiva. Entonces, N es una aplicación nuclear si y solo si R es una aplicación nuclear.
Por lo tanto, para estudiar aplicaciones nucleares entre espacios de Hilbert basta con restringir la atención a los operadores autoadjuntos positivos R.

### Caracterizaciones
Sean X e Y espacios de Hilbert y sea N : X → Y una aplicación lineal continua cuyo valor absoluto es R : ' 'X → X.
Son equivalentes los enunciados siguientes:
1. N : X → Y es nuclear.
2. R : X → X es nuclear.[13]
3. R : X → X es compacto y {\displaystyle \operatorname {Tr} R} es finito, en cuyo caso {\displaystyle \operatorname {Tr} R=\|N\|_{\operatorname {Tr} }}.[13]
  - Aquí, {\displaystyle \operatorname {Tr} R} es la traza de R y se define de la siguiente manera: dado que R es un operador positivo compacto continuo, existe una sucesión (que puede ser finita) {\displaystyle \lambda _{1}>\lambda _{2}>\cdots } de números positivos con los correspondientes espacios vectoriales no triviales de dimensión finita y mutuamente ortogonales {\displaystyle V_{1},V_{2},\ldots } tales que el ortogonal (en H) de {\displaystyle \operatorname {span} \left(V_{1}\cup V_{2}\cup \cdots \right)} es igual a {\displaystyle \ker R} (y por lo tanto, también a {\displaystyle \ker N}) y para todo k, {\displaystyle R(x)=\lambda _{k}x} para todos los {\displaystyle x\in V_{k}}. La traza se define como {\textstyle \operatorname {Tr} R:=\sum _{k}\lambda _{k}\dim V_{k}}.
4. {\displaystyle {}^{t}N:Y'_{b}\to X'_{b}} es nuclear, en cuyo caso {\displaystyle \|{}^{t}N\|_{\operatorname {Tr} }=\|N\|_{\operatorname {Tr} }}.[10]
5. Hay dos secuencias ortogonales {\displaystyle \left(x_{i}\right)_{i=1}^{\infty }} en X y {\displaystyle \left(y_{i}\right)_{i=1}^{\infty }} en Y, y una sucesión {\displaystyle \left(\lambda _{i}\right)_{i=1}^{\infty }} en {\displaystyle l^{1}} tal que para todo {\displaystyle x\in X}, {\textstyle N(x)=\sum _{i}\lambda _{i}\langle x,x_{i}\rangle y_{i}}.[13]
6. N : X → Y es una aplicación integral.[14]

## Operadores nucleares entre espacios localmente convexos
Supóngase que U es un entorno cerrado equilibrado convexo del origen en X y que B es un espacio normado auxiliar acotado equilibrado convexo en Y, siendo X e Y espacios localmente convexos. Sea {\textstyle p_{U}(x)=\inf _{r>0,x\in rU}r} y {\displaystyle \pi :X\to X/p_{U}^{-1}(0)} la proyección canónica. Se puede definir el espacio de Banach auxiliar {\displaystyle {\hat {X}}_{U}} con la aplicación canónica {\displaystyle {\hat {\pi }}_{U}:X\to {\hat {X}}_{U}} cuya imagen, {\displaystyle X/p_{U}^{-1}(0)}, es densa en {\displaystyle {\hat {X}}_{U}} así como el espacio auxiliar {\displaystyle F_{B}=\operatorname {span} B} normado por {\textstyle p_{B}(y)=\inf _{r>0,y\in rB}r} y con un aplicación canónica {\displaystyle \iota :F_{B}\to F}, siendo la inyección canónica (continua).
Dada cualquier aplicación lineal continua {\displaystyle T:{\hat {X}}_{U}\to Y_{B}}, se obtiene mediante composición la aplicación lineal continua {\displaystyle {\hat {\pi }}_{U}\circ T\circ \iota :X\to Y}. Por tanto, se tiene una inyección {\textstyle L\left({\hat {X}}_{U};Y_{B}\right)\to L(X;Y)} y de ahora en adelante se usará esta aplicación para identificar {\textstyle L\left({\hat {X}}_{U};Y_{B}\right)} como un subespacio de {\displaystyle L(X;Y)}.
Definición: Sean X e Y espacios localmente convexos de Hausdorff. La unión de todos los rangos {\textstyle L^{1}\left({\hat {X}}_{U};Y_{B}\right)} como U sobre todos los entornos equilibrados convexos cerrados del origen en X y los rangos B sobre todos los espacios normados auxiliares acotados en Y, se denota por {\displaystyle L^{1}(X;Y)} y sus elementos se denominan aplicaciones nucleares de X en Y.
Cuando X e Y son espacios de Banach, entonces esta nueva definición de aplicación nuclear es consistente con la original dada para el caso especial, en el que X e Y son espacios de Banach.

### Condiciones suficientes para la nuclearidad
- Sean W, X, Y y Z espacios localmente convexos de Hausdorff, {\displaystyle N:X\to Y} una aplicación nuclear y {\displaystyle M:W\to X} y {\displaystyle P:Y\to Z} sean aplicaciones lineales continuas. Entonces, {\displaystyle N\circ M:W\to Y}, {\displaystyle P\circ N:X\to Z} y {\displaystyle P\circ N\circ M:W\to Z} son nucleares, y si además W, X, Y y Z son todos espacios de Banach, entonces {\textstyle \left\|P\circ N\circ M\right\|_{\operatorname {Tr} }\leq \left\|P\right\|\left\|N\right\|_{\operatorname {Tr} }\|\left\|M\right\|}.[15][16]
- Si {\displaystyle N:X\to Y} es un aplicación nuclear entre dos espacios localmente convexos de Hausdorff, entonces su transposición {\displaystyle {}^{t}N:Y'_{b}\to X'_{b}} es un aplicación nuclear continuo (cuando los espacios duales tienen sus fuertes topologías duales).[3]
  - Si además X e Y son espacios de Banach, entonces {\textstyle \left\|{}^{t}N\right\|_{\operatorname {Tr} }\leq \left\|N\right\|_{\operatorname {Tr} }}.[10]
- Si {\displaystyle N:X\to Y} es una aplicación nuclear entre dos espacios localmente convexos de Hausdorff y si {\displaystyle {\hat {X}}} es una terminación de X, entonces la extensión continua única {\displaystyle {\hat {N}}:{\hat {X}}\to Y} de N es nuclear.[16]

### Caracterizaciones
Sean X e Y espacios localmente convexos de Hausdorff y sea {\displaystyle N:X\to Y} un operador lineal continuo.
- Son equivalentes los siguientes enunciados:
  1. {\displaystyle N:X\to Y} es nuclear.
  2. (Definición) Existe un entorno del origen equilibrado convexo U en X y un espacio normado auxiliar B acotado en Y tal que {\displaystyle N(U)\subseteq B} y la aplicación inducida {\displaystyle {\overline {N}}_{0}:{\hat {X}}_{U}\to Y_{B}} son nucleares, donde {\displaystyle {\overline {N}}_{0}} es la extensión continua única de {\displaystyle N_{0}:X_{U}\to Y_{B}}, que es la aplicación única que satisface {\displaystyle N=\operatorname {In} _{B}\circ N_{0}\circ \pi _{U}} donde {\displaystyle \operatorname {In} _{B}:Y_{B}\to Y} es la inclusión natural y {\displaystyle \pi _{U}:X\to X/p_{U}^{-1}(0)} es la proyección canónica.[7]
  3. Existen espacios de Banach {\displaystyle B_{1}} y {\displaystyle B_{2}} y aplicaciones lineales continuas {\displaystyle f:X\to B_{1}}, {\displaystyle n:B_{1}\to B_{2}} y {\displaystyle g:B_{2}\to Y} tales que {\displaystyle n:B_{1}\to B_{2}} es nuclear y {\displaystyle N=g\circ n\circ f}.[9]
  4. Existe una sucesión equicontinua {\displaystyle \left(x_{i}'\right)_{i=1}^{\infty }} en {\displaystyle X'}, un espacio normado auxiliar acotado {\displaystyle B\subseteq Y}, una sucesión {\displaystyle \left(y_{i}\right)_{i=1}^{\infty }} en B y una sucesión compleja {\displaystyle \left(c_{i}\right)_{i=1}^{\infty }} tal que {\textstyle \sum _{i=1}^{\infty }|c_{i}|<\infty } y {\displaystyle N} son iguales a la aplicación:[9] {\textstyle N(x)=\sum _{i=1}^{\infty }c_{i}x'_{i}(x)y_{i}} para todo {\displaystyle x\in X}.
- Si X es barrilado e Y es un espacio cuasi completo, entonces N es nuclear si y solo si N tiene una representación de la forma {\textstyle N(x)=\sum _{i=1}^{\infty }c_{i}x'_{i}(x)y_{i}} con {\displaystyle \left(x_{i}'\right)_{i=1}^{\infty }} acotado en {\displaystyle X'}, {\displaystyle \left(y_{i}\right)_{i=1}^{\infty }} acotado en Y y {\textstyle \sum _{i=1}^{\infty }|c_{i}|<\infty }.[9]

### Propiedades
A continuación se muestra un tipo de teorema de Hahn–Banach empleado para ampliar aplicaciones nucleares:
- Si {\displaystyle E:X\to Z} es un embebido de un EVT y {\displaystyle N:X\to Y} es un aplicación nuclear, entonces existe un aplicación nuclear {\displaystyle {\tilde {N}}:Z\to Y} tal que {\displaystyle {\tilde {N}}\circ E=N}. Además, cuando X e Y son espacios de Banach y E es una isometría, entonces, para cualquier {\displaystyle \epsilon >0}, se puede elegir {\displaystyle {\tilde {N}}} de modo que {\displaystyle \|{\tilde {N}}\|_{\operatorname {Tr} }\leq \|N\|_{\operatorname {Tr} }+\epsilon }.[17]
- Supóngase que {\displaystyle E:X\to Z} es un embebido de un EVT cuya imagen está cerrada en Z, y sea {\displaystyle \pi :Z\to Z/\operatorname {Im} E} la proyección canónica. Supóngase que cada disco compacto en {\displaystyle Z/\operatorname {Im} E} es la imagen bajo {\displaystyle \pi } de un disco de Banach acotado en Z (esto es cierto, por ejemplo, si X y Z son espacios de Fréchet, o si Z es el dual fuerte de un espacio de Fréchet y {\displaystyle \operatorname {Im} E} está débilmente cerrado en Z). Entonces, para cada aplicación nuclear {\displaystyle N:Y\to Z/\operatorname {Im} E} existe una aplicación nuclear {\displaystyle {\tilde {N}}:Y\to Z} tal que {\displaystyle \pi \circ {\tilde {N}}=N}.
  - Además, cuando X y Z son espacios de Banach y E es una isometría, entonces para cualquier {\displaystyle \epsilon >0}, se puede elegir {\displaystyle {\tilde {N}}} de modo que {\textstyle \left\|{\tilde {N}}\right\|_{\operatorname {Tr} }\leq \left\|N\right\|_{\operatorname {Tr} }+\epsilon }.[17]

Sean X e Y espacios localmente convexos de Hausdorff y sea {\displaystyle N:X\to Y} un operador lineal continuo.
- Cualquier aplicación nuclear es compacta.[3]
- Para cada topología de convergencia uniforme en {\displaystyle L(X;Y)}, las aplicaciones nucleares están contenidas en el cierre de {\displaystyle X'\otimes Y} (cuando {\displaystyle X'\otimes Y} se ve como un subespacio de {\displaystyle L(X;Y)}).[7]